# Königlich Ungarische Luftstreitkräfte

Erkennungskokarde der ungarischen Luftwaffe von 1942 bis 1945

Die Königlich Ungarischen Luftstreitkräfte (ungar. Magyar Királyi Honvéd Légierő) waren ein Teilstreitkraft der Streitkräfte des Königreiches Ungarn unter dem Reichsverweser und Staatsoberhaupt Miklós Horthy, welche offiziell am 1. Januar 1939 per Dekret vom 28. Dezember 1938 aufgestellt wurden. Allerdings erfolgte ihre De-facto-Aufstellung schon 1920. Mit Ende des Zweiten Weltkrieges 1945 wurden die Luftstreitkräfte größtenteils aufgelöst und ihre Strukturen zerschlagen. Mit dem Zerfall des Königreiches und dem Übertritt von der Monarchie zur Volksrepublik Ungarn 1949 erlosch sie dann vollends und ging neu in der ungarischen Volksarmee auf.

## Geschichte

### Von den Anfängen bis zur offiziellen Gründung
Der Vertrag von Trianon 1920 bestimmte für Ungarn unter dem Punkt der Rüstungsbeschränkungen, neben der Auferlegung anderen Beschränkungen, das Verbot der Produktion von Militärflugzeugen jeder Art sowie die Ausbildung von Flugzeugführern sowie die Militär-Luftfahrt allgemein. Allerdings betrieb Ungarn entgegen den Bestimmungen die Militärfliegerei im bescheidenen Rahmen unter einem Tarnmantel weiter. 1924 wurde das ungarische Amt für Luftfahrtangelegenheiten mit drei Abteilungen innerhalb des Handelsministeriums, welches als Tarnung fungierte, gegründet. Das neue Amt war zuständig für
- den Aufbau einer Militärluftfahrt
- die Ausbildung und Rekrutierung von geeigneten Luftfahrtpersonal und
- die Ankurbelung der Flugzeugproduktion.

Die in der Folge entstehenden ersten ungarischen Luftstreitkräfte wurden, um den Vertrag von Trianon nicht zu verletzen, Luftgendarmerie oder schlicht Fliegerhorstverwaltung genannt. Sie organisierten die ersten praktischen und theoretischen Flugzeugführerausbildungen. Zu diesem Zweck wurde noch 1924 die Flugzeugführerschule in Szombathely gegründet. 1926 folgten die Flugzeugführerschulen in Szeged und Székesfehérvár. Die Schulen für die (Flieger)beobachter, unterlag zu diesem Zeitpunkt dem Zuständigkeitsbereich des ungarischen Heeres und war nicht an die engen Beschränkungen der Militärluftfahrt gebunden. Neben der Ausbildung von kommenden Fliegeroffizieren als Beobachter waren diese auch zuständig für die Schulung und Ausbildung von Infanterie- und Artillerieoffizieren. 1928 erfolgte die Gründung der Beobachterschule ebenfalls in Székesfehérvár. 1931 erhielten das Personal des Amtes für Luftfahrtangelegenheiten eigene Uniformen, die 1939 bei der offiziellen Gründung der Königlich Ungarischen Luftstreitkräfte unverändert übernommen wurden.

### Ab 1939
Die offizielle Gründung der Königlich Ungarischen Luftstreitkräfte erfolgte zum 1. Januar 1939 per Dekret vom 28. Dezember 1938. Ihren ersten Einsatz hatten die Luftstreitkräfte im Slowakisch-Ungarischen Krieg 1939. Bei der Bombardierung einer slowakischen Luftwaffenbasis bei Spišská Nová Ves am 24. März 1939 kamen 13 Menschen ums Leben. Im Balkanfeldzug (1941) unterstützen die Königlich Ungarischen Luftstreitkräfte die deutsche Wehrmacht. Als das Deutsche Reich am 22. Juni 1941 die Sowjetunion überfiel, wurde ein großer Teil des Flugzeugbestands der 2. Luftbrigade des Verbündeten Ungarn in den Folgemonaten nach schweren Gefechten über der Ukraine abgeschossen. Deutschland sorgte schnell für eine Wiederbewaffnung seines Verbündeten. Nach der Schlacht um Budapest 1945 waren die Königlich-Ungarischen Luftstreitkräfte allerdings praktisch nicht mehr existent.

## Ausrüstung und Struktur
Die Königlich Ungarischen Luftstreitkräfte waren von Beginn an eine eigene Teilstreitkraft unter dem Kommando von Generalmajor László Háry. Ab März 1941 wurden die Luftstreitkräfte mit der Luftverteidigung und dem Zivilschutz unter dem Kommando von General András Littay zusammengelegt und die Luftstreitkräfte damit faktisch dem Heereskommando unterstellt. Befehlshaber der Luftstreitkräfte wurde General Béla Rákosi.

### Luftfahrzeuge
1938 waren die Königlich-Ungarischen Luftstreitkräfte mit Bombern des Typs Junkers Ju 86 und mit Doppeldeckern des Typs Fiat CR.32 und wenig später auch Fiat CR.42 ausgerüstet. Auch 30 deutsche Heinkel He 112 wurden noch 1939 geliefert. Die Fiat CR.32 wurden 1940 bis 1941 durch den neueren italienischen Reggiane Re.2000 ersetzt. Eine stark modifizierte Variante der Re.2000, die Hejja II, wurde auch in Ungarn hergestellt. Bis zum Oktober 1942 wurde Ungarn mit neuen Jagdflugzeugen wie der Messerschmitt Bf 109 F-4, Sturzkampfbombern des Typs Junkers Ju 87 und Zerstörern des Typs Messerschmitt Me 210 beliefert. Die Messerschmitt Bf 109 F-4 wurden später durch die Varianten G-2 und im Verlauf des weiteren Krieges auch die G-6 ersetzt, die teilweise auch beim ungarischen Konzern Csepel in seinem Werk in Győr hergestellt wurden.

### Fallschirmbataillone

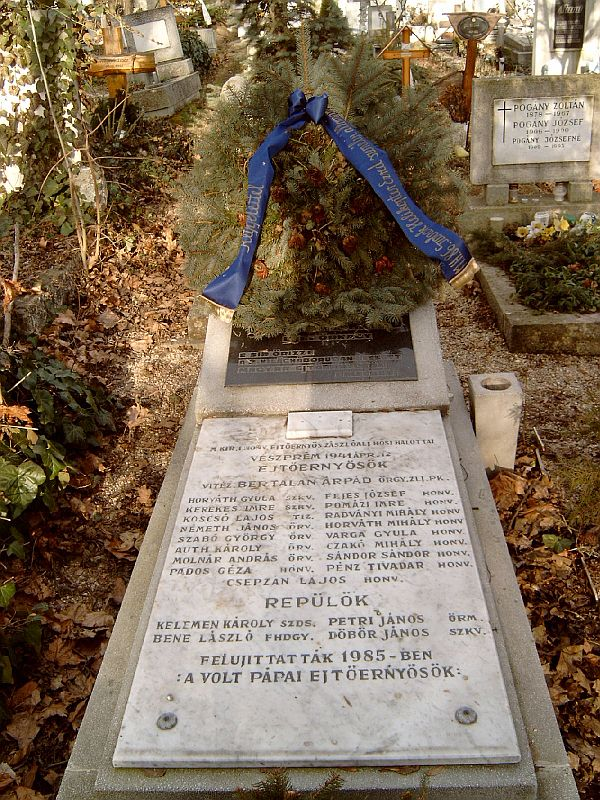
Grabstelle des 1941 gefallenen Gründers der ungarischen Fallschirmwaffe Bertalan Árpád

1937 wurde die 1. ungarische Fallschirm-Formation in Győr mit einer Sollstärke von 84 Mann aufgestellt. Am 25. Mai 1942 wurde diese umbenannt in Kgl. Ungarische vitéz Bertalan Árpád Honvéd-Fallschirmjäger-Bataillon umbenannt. Bertalan Árpád, Gründer der ungarischen Fallschirmwaffe war zuvor am 12. April 1941 gefallen. Im Sommer 1944 erfolgte noch die Aufstellung eines zweiten Fallschirmjägerbataillons, allerdings ohne Fallschirmausbildung unter dem Namen II. Honvéd-Fallschirmjäger-Bataillon. Aufgrund der Lageentwicklung an der Ostfront wurden beide Bataillone jedoch schon bald aus den ungarischen Luftstreitkräften herausgelöst und als neuaufgestelltes 1. Fallschirmgrenadier-Regiment umgruppiert und zum I. und II. Bataillon dieses Regiments zusammengefasst. Das Regiment war dann Teil der ungarischen Eliteeinheit, der Szt. László Division. Diese Division sowie die integrierten Fallschirmbataillone erlitten in der Schlacht um Budapest sowie im weiteren Kampfgeschehen in Westungarn erhebliche Verluste, bis sich ihre Reste im April 1945 zusammen mit Einheiten der deutschen Wehrmacht in Kärnten den britischen Streitkräften ergaben.